# Festival de muntanya “Amunt”
El Festival de muntanya “Amunt” és un festival de muntanya organitzat pel Club Excursionista de Gràcia que comença a celebrar-se l'any 2022.
El Festival de muntanya “Amunt”, que ha esdevingut un esdeveniment de referència dins el calendari dels festivals de muntanya, té com a objectius bàsics el foment, desenvolupament i la pràctica continuada de l'activitat física i esportiva i el foment de la cultura des dels valors de l'excursionisme i l'esport. La temàtica de les ponències que es presenten al festival giren entorn de l'establiment d'una cultura de l'esforç, de l'amistat, la companyonia i del respecte pel medi ambient a partir de la pràctica d'activitats de muntanya. El festival compta amb la participació de ponents de primera línia mundial de l'escalada, l'espeleologia l'alpinisme inclusiu. El festival començà a organitzar-se el 2022 pel Club Excursionista de Gràcia, amb motiu del seu centenari, al Centre Artesà Tradicionàrius (CAT), a la plaça d'Anna Frank, al barri Vila de Gràcia de Barcelona. En la segona edició, celebrada el 2023 també al CAT, i a la Biblioteca Vila de Gràcia, intervingué en la seva cloenda l'alpinista nord-americana Lynn Hill, pionera en l'ascensió del The Nose, al Yosemite, oferint un repàs de la seva vida dins el món de l'escalada, passant pels seus inicis com per les seves grans fites. A més de Lynn Hill també intervingueren algunes de les veus més rellevants de l'alpinisme català i d'arreu del món, com Juanjo San Sebastian, Eloi Callado, Denis Urubko.